# Без меж (пляж)
Інклюзивний пляж «БЕЗМЕЖ» — перший в Україні інклюзивний пляж для відпочинку всіх категорій населення, зокрема осіб з інвалідністю, розташований у Приморському районі міста Одеси поблизу пляжу «Дельфін». Відкритий у 2021 році за ініціативи компанії Degas Group та підприємця Юрія Дегаса. Функціонує як благодійний соціальний проект, що поєднує елементи фізичної реабілітації, доступної інфраструктури та культурно-спортивних заходів. У 2024 році пляж отримав міжнародну екологічну відзнаку Blue Flag за відповідність стандартам чистоти води та безпеки.

## Історія створення
Ідея створення інклюзивного пляжу виникла у 2020 році за ініціативи компанії Degas Group і бізнесмена Юрія Дегаса.  
До початку будівництва територія пляжу мала складний рельєф, включаючи кам'янисту поверхню та хвилі, що впливали на берегову лінію. У процесі реалізації проекту проведено намив території площею 4500 кв. м та створено відповідну інфраструктуру.
Роботи зі створення пляжу з виконанням протизсувних робіт розпочалися в листопаді 2020 року. На ділянці між траверсами №12 і №13 взагалі не було пляжу - воду від підпірної стінки відділяла гряда каменів. Сьогодні це територія близько 4500 кв. м, де створені рівні можливості для всіх. Для організації пляжу був намитий пісок, відновлені підпірна стіна і парапет. Побудовано нові сходи і встановлено спеціальний ліфт. Також облаштовано 46-метровий пандус з оптимальним кутом для спуску і підйому людей на візках, обладнаний тактильною плиткою для незрячих і слабозорих. Під пандусом розмістилися медпункт, туалети, роздягальні та господарські приміщення.
За повідомленнями мецената і підприємця Юрія Дегаса, фінансування проекту здійснювалося за рахунок власних коштів, зокрема, на етапі будівництва було вкладено 1 600 000 доларів США, а щорічне утримання та підготовка пляжу до сезону оцінюється у понад 200 000 доларів.
Інклюзивний пляж було відкрито на урочистій церемонії 5 червня 2021 року. Церемонію очолили мер Одеси Генадій Труханов й інвестор та орендар сусіднього пляжу Калетон Юрій Дегас. Червону стрічку доручили перерізати матерям дітей з обмеженими можливостями, а першими відвідувачами стали люди на кріслах колісних, які випробували всі пристосування та локації пляжу.

## Доступність та інклюзивна інфраструктура
Пляж функціонує у відкритому форматі та є безкоштовним для відвідувачів. Його інфраструктура передбачає умови доступності для осіб з інвалідністю, включаючи:

• пандуси та спеціальний ліфт для маломобільних осіб,

• адаптовані душові та санвузли,

• тактильні доріжки,

• медичний пункт,

• спеціалізований дитячий майданчик,

• крісла-амфібії для спуску у воду.
На пляжі облаштований дерев'яний настил, який займає більшу частину пляжу, що дає можливість під'їхати до води на візку. Встановлено вишку рятувальної служби. Облаштовано оглядовий майданчик.
Для зручності спуску у воду для людей з інвалідністю є чотири спеціальні пандуси. Встановлено шезлонги для безкоштовного користування.
Крім того, на пляжі розмістилися два дитячих майданчики, один з яких інклюзивний, а також зона для занять спортом.
Головною прикрасою пляжу став величезний мурал на підпірній стіні.
Щосезону на пляжі працює понад 20 кваліфікованих співробітників, які пройшли відповідну підготовку для надання допомоги відвідувачам. Також передбачено реабілітаційні послуги, зокрема, масаж для осіб з інвалідністю.

## Захист та безпека
На пляжі облаштовані два укриття — стаціонарне та мобільне, які можуть використовуватися у разі надзвичайних ситуацій та забезпечують захист відвідувачів у разі повітряної тривоги.

## Реабілітація військових
Пляж активно підтримує реабілітацію військових, пропонуючи програми фізичної терапії, тренування та індивідуальну підтримку для адаптації до нових обставин життя.

## Спортивні та культурні заходи
У 2024 році на пляжі було зафіксовано рекорд України за наймасовіший одночасний бій з тінню, у якому взяли участь 514 осіб.
З 2021 по 2024 рік пляж відвідало понад 400 000 осіб. Щороку тут проходять безкоштовні культурні заходи, зокрема кінопокази, концерти, свята для дітей, спортивні тренування та заняття з йоги, пілатесу, боксу та джиу-джитсу.

## Відзнаки
Пляж отримав такі нагороди:

• Блакитний прапор

• “OdesaTourismAssociation” — за внесок у розвиток туристичної інфраструктури

• премія «Відкриті двері» у категорії «Публічні простори»

• “Народне визнання” у номінації “Найкращий благодійний проект року”

## Виклики з боку міської влади
6 листопада 2024 року між засновником інклюзивного пляжу Юрієм Дегасом та міським головою Одеси Генадієм Трухановим виник конфлікт довкола інклюзивного пляжу «БЕЗМЕЖ», пов'язаний зі спробою незаконної забудови прилеглої до пляжу території. Як повідомляли місцеві ЗМІ, вранці 6 листопада 2024 на території парковки для інвалідів було розміщено будівельну техніку та розпочато встановлення будівельного паркану. Паркувальні місця було знищено.
Ситуація викликала обурення у громадськості, в тому числі мирні протести за участі Юрія Дегаса, місцевих активістів, представників громадських організацій і ветеранів російсько-української війни.  
В одному з інтерв’ю Геннадій Труханов заявив, що будівельні роботи не мають жодного стосунку до інклюзивного пляжу і стосуються зведення нової будівлі на місці покинутої рятувальної станції. Місцеві ЗМІ повідомили, що запланована буділя – це чотириповерховий апарт-готель і ресторан, задля будівництва якого ТОВ «Одесаінвестбуд» у 2019 році придбала земельні ділянки, що належать до земель рекреаційного призначення, і призначені для «експлуатації та обслуговування адміністративної будівлі, допоміжних споруд, підприємства громадського харчування та інфраструктури для відпочинку». 
4 квітня 2025 року Юрій Дегас знову звинуватив мера Труханова у перешкоджанні підготовці інклюзивного пляжу до сезону. В інтерв’ю він зазначив, що працівникам пляжу забороняють в’їзд на територію пляжу, незважаючи на дозвіл отриманий від військової адміністрації міста. Станом на квітень 2025 конфлікт досі триває.

## Суспільне значення
Проект представлений як приклад соціальної ініціативи, спрямованої на створення доступного середовища для всіх категорій населення.
Щосезону пляж відвідують близько 40 000 осіб з інвалідністю і більше 100 000 осіб загалом.